# Jørgen I. Jensen
Jørgen I. Jensen (født 31. juli 1944) er en dansk faglitterær forfatter og tidligere lektor ved Københavns Universitet.
Jensen er uddannet cand.theol. og var tilkyttet Københavns Universitet fra 1972. Han var der lektor ved Institut for Kirkehistorie.
Han har skrevet bøger om Carl Nielsens og Per Nørgårds musik og desuden bøgerne Sjælens musik (1979), Den fjerne kirke. Mellem kultur og Religiøsitet (1995), og Jeg-automaten – Teologisk kritik af et menneskebillede (2005), Det tredje øjeblik (2008), Europasonate: Teologiske spor i den klassiske musik (2009).
Jensen har desuden fungeret som en af kunstanmelderene i Danmarks Radios tv-program Smagsdommerne,
og han var medlem af udvalget for musik til Danmarks Kulturkanon.

## Eksterne link
- Lise Richter og Ditte Blædel (16. maj 2007). "Lektor ved Gadeuniversitetet". Information.

## Henvisning
1. ↑  "Smagsdommerne bedømmer Olafur Eliasson". dr.dk. Hentet 12. februar 2011.
2. ↑  John Fogde (24. januar 2006). "Så kom Kulturkanonen". GAFFA. Arkiveret fra originalen 2. februar 2014. Hentet 27. januar 2014.